# ميخائيل أ. دونالدسون
ميخائيل أ. دونالدسون (بالإنجليزية: Michael A. Donaldson)‏ هو عسكري أمريكي، ولد في 16 يناير 1884 في هافرستراو في الولايات المتحدة، وتوفي في 12 أبريل 1970.